# Atzara
Atzara ist eine italienische Gemeinde in der Provinz Nuoro in der Region Sardinien mit 978 Einwohnern (Stand 31. Dezember 2023) und ist Mitglied der Vereinigung I borghi più belli d’Italia (Die schönsten Orte Italiens).

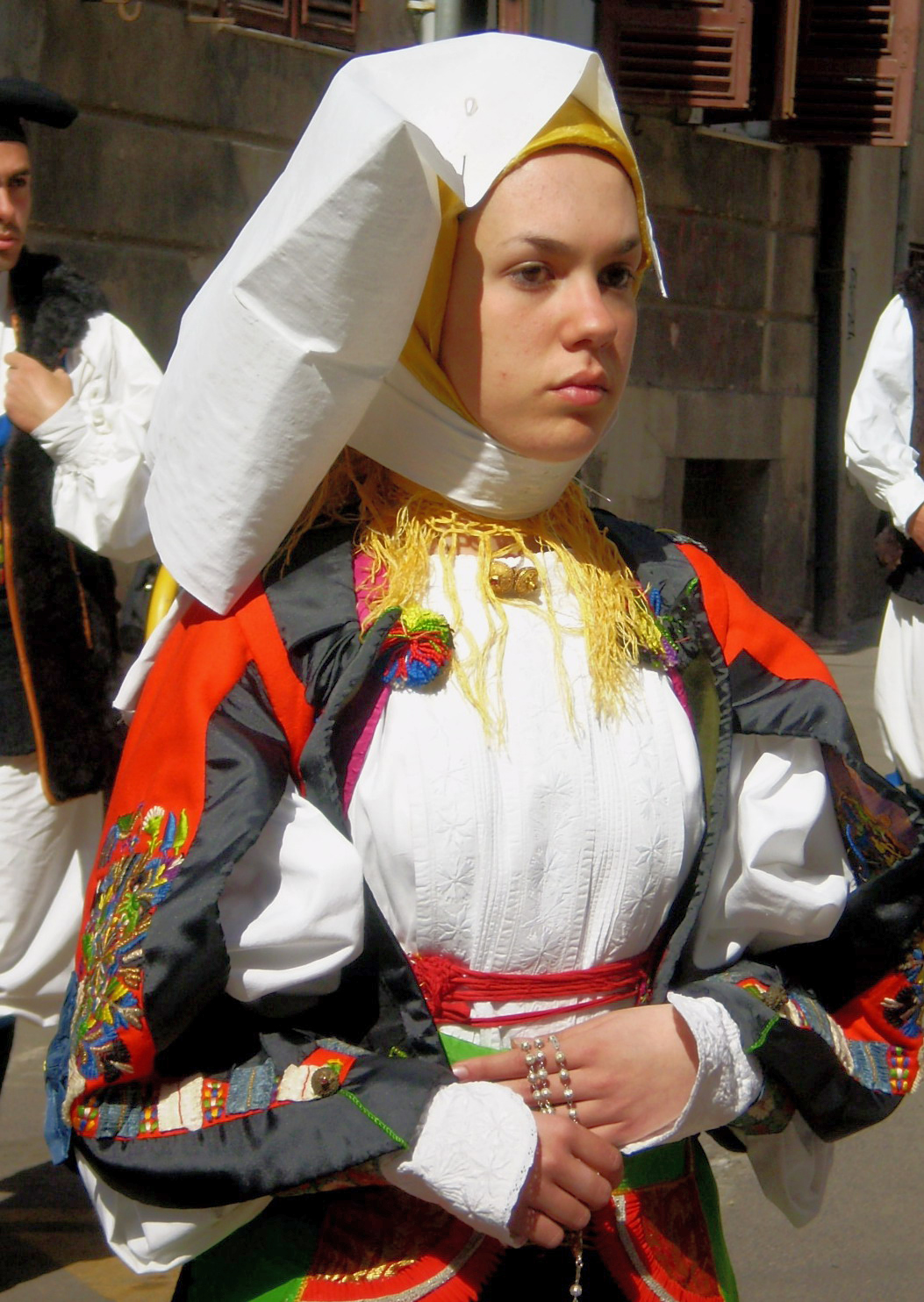
Tracht des Ortes

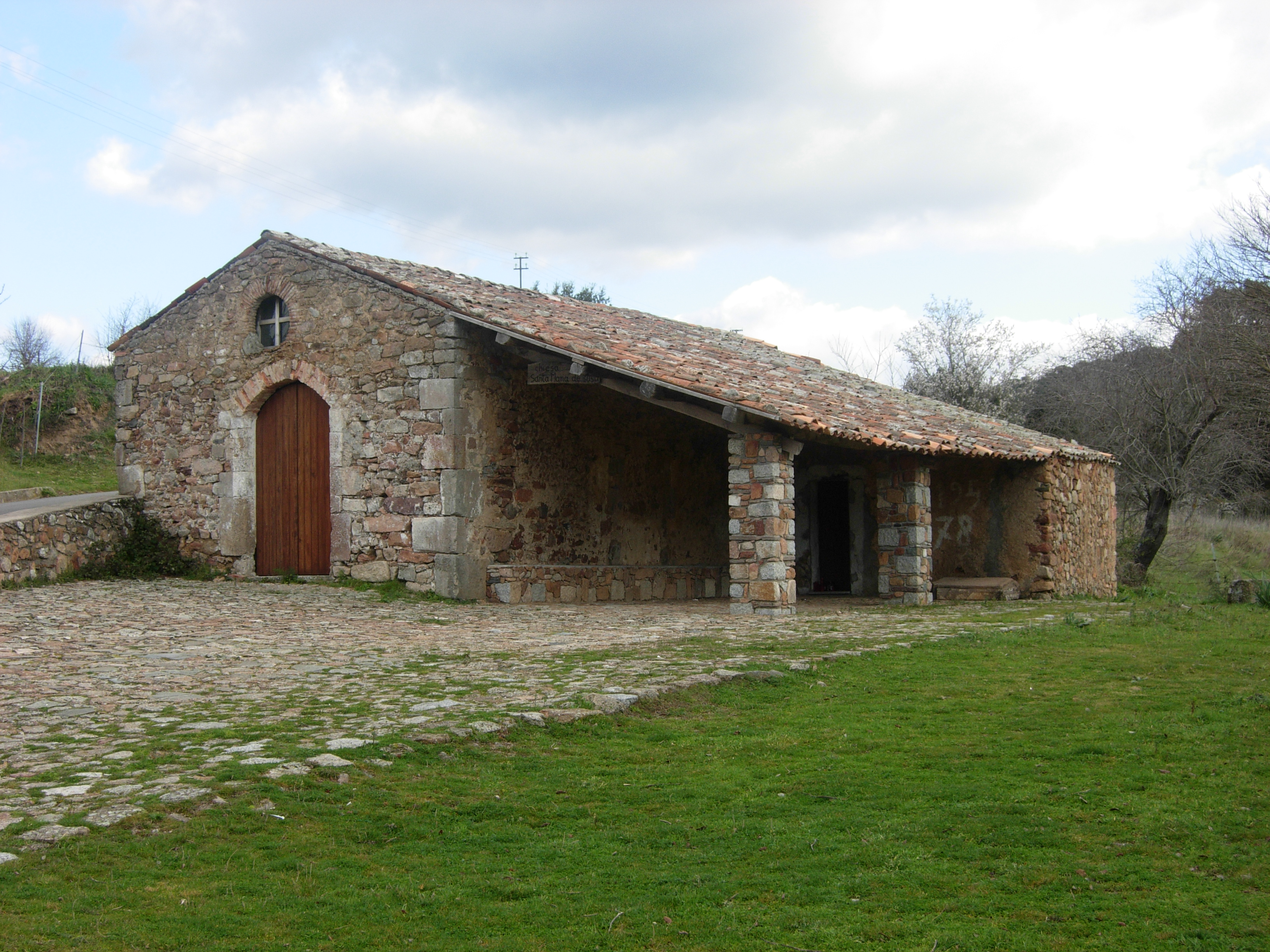
Santa Maria de Susu

Atzara liegt 66 km südwestlich von Nuoro.
Die Nachbargemeinden sind: Belvì, Meana Sardo, Samugheo (OR) und Sorgono.